# Boiga jaspidea
Boiga jaspidea este o specie de șerpi din genul Boiga, familia Colubridae, descrisă de Duméril, Bibron și Duméril 1854. A fost clasificată de IUCN ca specie cu risc scăzut. Conform Catalogue of Life specia Boiga jaspidea nu are subspecii cunoscute.